# Серков, Виктор Владимирович
Ви́ктор Влади́мирович Серко́в (род. 4 февраля 1950, Головнино, Сахалинская область) — российский политик, Глава города Кургана (2009—2012).

## Биография
- Виктор Владимирович Серков родился 4 февраля 1950 года в посёлке Головнино Южно-Курильского района Сахалинской области[1].
- Окончил среднюю школу № 12 г. Перми.
- Работал санитаром на станции скорой помощи г. Перми.
- В 1968 — 1974 годах  учился в Пермском государственном медицинском институте, после окончания получил квалификацию санитарного врача.
- С 1974 года по 1979 год работал в ПермГМИ ассистентом кафедры общей гигиены.
- С 1979 года по 1991 год работал заведующим отделом гигиены питания, заместителем главного врача Курганской санитарно-эпидемиологической станции. В этот период им было опубликовано свыше 10 научных работ.
- В 1990 году был избран депутатом Курганского городского Совета народных депутатов.
- В декабре 1991 года перешёл на работу в городскую администрацию, где курировал здравоохранение и социальную политику, а также проводил выборные кампании мэра города Ельчанинова[2], осуществляя PR мэрии среди населения и общественных организаций. Должности: Заместитель главы Администрации города Кургана, директор Департамента социальной политики города Кургана.
- В 1997 году стал первым заместителем мэра г. Кургана.
- В октябре 2004 года Михаил Николаевич Гурко попросил главаря ОПГ «Локомотив» Дмитрия Попова напугать заместителя главы администрации города Кургана Виктора Владимировича Серкова, а именно «потрясти его за шиворот и сказать, чтобы сидел дома» (28 ноября выборы в областную Думу, 19 декабря выборы губернатора). Он же передал преступникам всю информацию о вице-мэре. Когда Серков вышел из квартиры и начал спускаться, его догнал Сергей Авраменко, замахнулся, но с молотка слетел боек. Авраменко нанес удары рукояткой молотка и скрылся.
- 30 марта 2005 года депутаты Курганской городской Думы в ходе тайного голосования избрали первого заместителя мэра, директора Департамента социальной политики Виктора Серкова руководителем Администрации города Кургана (за 20 из 24 депутатов). Помимо Серкова, за пост сити-менеджера боролись директор АНО «Челябинский предпринимательский дом» Марина Владимировна Волкова (за 2 депутата) и директор ГУ «Курганский областной консультативно-методический центр лицензирования медицинской деятельности» Василий Алексеевич Дюльдин. Два парламентария высказались против всех кандидатур.
- 5 апреля 2005 года глава Кургана А.Ф. Ельчанинов подписал пятилетний контракт с руководителем Администрации города (так называемым сити-менеджером) Виктором Серковым, назначенным на эту должность решением Курганской городской Думы.
- С апреля 2005 года по июнь 2008 года руководитель Администрации г. Кургана. По оценке профсоюзного деятеля В. Мирского, деятельность Серкова ситуацию в городе существенно не изменит, хотя возможно, Виктор Серков, в отличие от Ельчанинова, и губернатор области Олег Богомолов будут работать в близком контакте[3]. В 2008 на фоне сближения с Богомоловым и очевидного отторжения А. Ф. Ельчаниновым[2][4], по состоянию здоровья покинул мэрию и стал советником руководителя аппарата областного правительства[5]. Заявление о добровольной отставке в связи с болезнью было подано 5 июня 2008 года на имя главы города Анатолия Ельчанинова.
- 17 июня 2008 года, в 14 часов 20 минут депутаты Курганской городской Думы единогласно проголосовали за отставку руководителя Администрации Кургана Виктора Серкова. Заместитель председателя Вячеслав Михайлович Тяжельников предложил выразить уходящему сити-менеджеру, который три года руководил городским хозяйством, благодарность. За это проголосовали все. 14 августа 2008 года главой администрации избран Александр Георгиевич Якушев.
- С 1 сентября  2008 года по октябрь 2009 года — советник Губернатора Курганской области.
- 11 октября 2009 года избран депутатом Курганской городской Думы пятого созыва по одномандатному избирательному округу № 12.
- 27 октября 2009 года на первом заседании Курганской городской Думы пятого созыва Главой Кургана в результате тайного голосования избран депутат Виктор Серков[6]. За Серкова отдали голоса 24 из 25 депутатов при одном голосе «против».
- 14 ноября 2012 года на заседании Курганской городской Думы объявил о досрочном прекращении полномочий. Депутаты поддержали решение о досрочном прекращении полномочий главы города Виктора Серкова в связи с отставкой по собственному желанию с 19 ноября 2012 года. С 20 ноября 2012 года и до момента вступления в должность вновь избранного главы города Кургана его полномочия возложены на заместителя председателя Курганской городской думы Вячеслава Тяжельникова[7].
- 12 декабря 2012 года на заседании Курганской городской Думы передал Павлу Михайловичу Кожевникову, вступишему в должность Главы города Кургана, атрибуты власти (цепь главы города)[8].
- 22 сентября 2014 года член Попечительского совета Курганского областного общественного фонда ветеранов органов безопасности Виктор Владимирович Серков избран председателем Общественной палаты города Кургана V состава (2014—2016 гг.)[9].
- 5 сентября 2016 года избран председателем Общественной палаты города Кургана VI состава (2016—2019 гг.)[10][11].

## Награды и звания
- Почетное звание «Заслуженный работник здравоохранения Российской Федерации» (2000 г.).
- Медаль «За содействие» — за оказание содействия органам Следственного комитета Российской Федерации в решении возложенных на них задач (19 сентября 2012 года)[12]
- Юбилейная медаль «20 лет арбитражным судам РФ» (2011 г.)
- Неоднократно поощрялся Благодарственными письмами Губернатора Курганской области (2006—2008 гг.).
- За многолетний добросовестный труд награждён Почётной грамотой Правительства Курганской области (2008 г., 2012г.).
- Благодарственное письмо Курганской областной Думы (2012 г.)
- Почетная грамота Избирательной комиссии Курганской области (2012 г.)
- Почётный гражданин города Кургана (20 августа 2015 г.)

## Семья
- Отец — Владимир Трофимович, ветеран Великой Отечественной войны
- Мать — Анастасия Алексеевна
- Жена — Жаркова Марина Борисовна
- Трое детей: Анастасия, Дмитрий, Илья
- Внуки: Арина, Роман, Вера, Лука